# Gare d’Auch
Gare d’Auch vasútállomás Franciaországban, Auch településen.

## Vasútvonalak
Az állomást az alábbi vasútvonalak érintik:
- Saint-Agne–Auch-vasútvonal
- Agen–Vic-en-Bigorr-vasútvonal

## Kapcsolódó állomások
A vasútállomáshoz az alábbi állomások vannak a legközelebb:
- Gare d’Aubiet